# Brachylophus bulabula
Brachylophus bulabula is een hagedis uit de familie leguanen (Iguanidae).

## Naam en indeling
De wetenschappelijke naam van de soort werd voor het eerst voorgesteld door Robert Fisher, Peter Harlow, Danielle Edwards en Scott Keogh in 2008.
Na een vergelijking met 61 hagedissen van 13 verschillende eilanden via een mitochondriaal DNA-onderzoek bleek dat Brachylophus bulabula een aparte soort is. Brachylophus bulabula verschilt van de andere twee soorten door onder andere een ronde neusopening en een rode iris.

## Verspreiding en habitat
Brachylophus bulabula is endemisch op Fiji en Tonga. Deze soort is ontdekt in Fiji door een team, geleid door een onderzoeker van de Australian National University in 2008. Het is een van de weinige soorten hagedissen die gevonden kan worden buiten de Nieuwe Wereld en een van de meest geografisch geïsoleerde leden van de Iguanidae familie. Er wordt gedacht dat deze soort geëvolueerd is uit de groene leguaan, welke door middel van drijfhout de Grote Oceaan van Zuid-Amerika ongeveer 13 miljoen jaar geleden is overgestoken.
De habitat bestaat uit tropische en subtropische bossen waarvan de hoogste bomen ten minste zes meter hoog zijn. De soort is aangetroffen van zeeniveau tot op een hoogte van ongeveer 500 meter boven zeeniveau.

## Beschermingsstatus

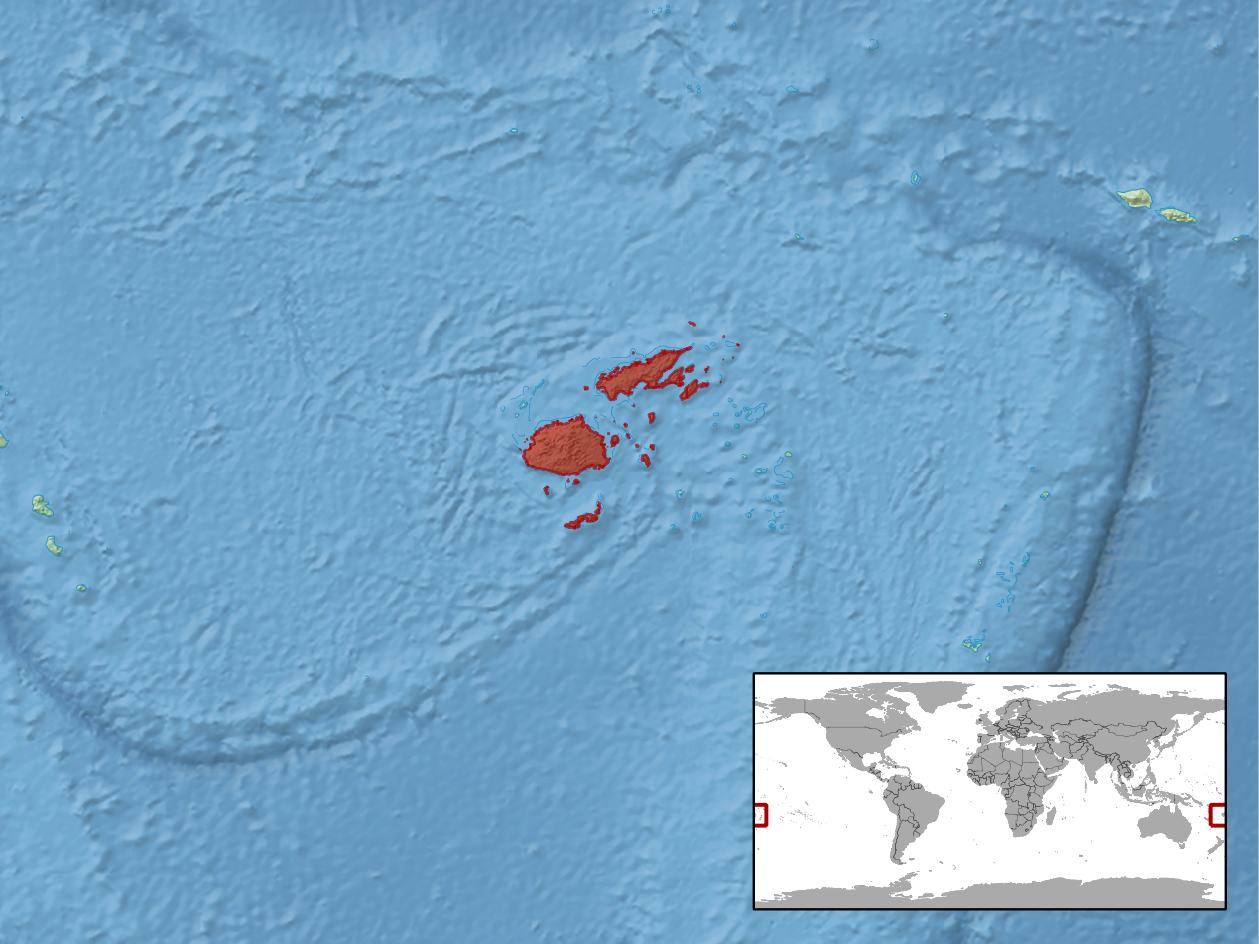
Verspreidingsgebied in het rood.

Door de internationale natuurbeschermingsorganisatie IUCN is de beschermingsstatus 'bedreigd' toegewezen (Endangered of EN).